# FK Dnyapro Mahiljov
A Dnyapro Mahiljov (belarusz nyelven: Футбольны Клуб Дняпро Магілёў, magyar átírásban: Futbolni Klub Dnyapro Mahiljov) egy fehérorosz labdarúgócsapat Mahiljovban, Fehéroroszországban, jelenleg a fehérorosz labdarúgó-bajnokság élvonalában szerepel.

## Sikerei
- Fehérorosz bajnok: 1 alkalommal (1998)